# FK Mladost Gacko
FK Mladost Gacko je nogometni klub u Republici Srpskoj, BiH. Jednu sezonu tj. 2002./03. provode u Premijer ligi BiH, te završavaju na 18. mjestu od ukupno 20 klubova i ispadaju u niži rang. Od tada se natječu u prvoj ligi RS. 
 Juniorski i kadetski sastav FK Mladosti igraju u Omladinskoj ligi BiH – Jug.

## Poznati igrači
- Nemanja Supić